# ۷۹۹ (عدد)
۷۹۹ (هفتصد و نود و نه) یک عدد طبیعی است که بعد از ۷۹۸ و قبل از ۸۰۰ قرار دارد.